# Cirrhitichthys oxycephalus
Cirrhitichthys oxycephalus es una especie de pez del género Cirrhitichthys, familia Cirrhitidae. Fue descrita científicamente por Bleeker en 1855.
Se distribuye por el Indo-Pacífico: mar Rojo al sur de East London, Sudáfrica y al este de las islas Marquesas, al norte de las islas Marianas, al sur de Nueva Caledonia. Pacífico Oriental: golfo de California a Colombia y las islas Galápagos. La longitud total (TL) es de 10 centímetros. Habita en aguas claras de lagunas, canales o arrecifes marinos y se alimenta de crustáceos y pequeños peces. Puede alcanzar los 40 metros de profundidad.
Está clasificada como una especie marina inofensiva para el ser humano.